# Крейвен-мисливець (фільм)
«Крейвен-мисливець» (англ. Kraven the Hunter) — американський супергеройський фільм, заснований на коміксах видавництва Marvel Comics про Крейвена-мисливця. Вихід фільму відбувся 13 грудня 2024 року.
Фільм розповідає про походження Крейвена — сина злочинця, що здобув тваринні сили. Йому огидне вбивство тварин і Крейвен натомість присвячує життя полюванню на різних беззаконників. Однак, виявляється, що його вороги також мають надлюдські сили і до того ж пов'язані з його злим батьком.

## Синопсис
До виправної колонії в Росії прибуває новий, незвичайно сильний в'язень. Він зустрічається з місцевим торговцем зброєю Чорним, якому називає своє ім'я — Крейвен, а слідом убиває його. Потім Крейвен з надзвичайною спритністю тікає з колонії і його забирає літак.
За багато років до того Крейвен був Сергієм Кравіновим, сином російського багатія Ніколая. Сергія та його брата Дмитра після смерті матері Ніколай забирає з собою. Його плани щодо дітей зовсім не шляхетні: він хоче залучити хлопців до торгівлі наркотиками. Він хоче дати їм життєвий урок, повізши на полювання в Гану. В той же час місцева чаклунка навчає онуку Каліпсо ворожити на картах Таро. Вона також дає Каліпсо зілля, кажучи, що скоро воно їй знадобиться. Сергій отримує смертельне поранення, захищаючи брата від лева. Але Сергія знаходить і рятує Каліпсо, давши йому випити зілля, та залишає карту Таро. Коли Ніколай розповідає як убив лева, Сергій виявляє в себе тваринні здібності. Вбивство тварин стає йому огидним, він тікає від батька. Сергій зустрічає браконьєрів і вбиває їх.
Через 16 років Сергій, узявши ім'я Крейвен, полює на злочинців. Після вбивства торговця зброєю в російській виправній колонії Крейвен їде до Лондона на день народження Дмитра. Дмитро звинувачує брата, що той, як і батько, ненавидить людей. Наступного дня його викрадають, а Ніколай відмовляється платити викуп за сина. Користуючись своїми тваринними зором і швидкістю, Крейвен переслідує викрадачів, однак, не встигає їх наздогнати. Тоді Крейвен вистежує Каліпсо, яка тепер працює адвокаткою, і переконує її допомогти.
Тим часом Дмитра відвідує ватажок викрадачів Олексій Сицевич, пояснюючи, що йому потрібен Крейвен, а Дмитро — лише приманка. Олексій брав участь у експерименті, що надав йому сили та шкіру носорога. Він вважає, що Крейвена вже вбили найманці, та пропонує Олексію разом повалити владу Ніколая. Крейвен вирушає за хибною вказівкою до монастиря в Туреччині. Там він переживає замах на себе, вчасно помітивши постріл ракети. Тоді до Олексія звертається Іноземець, гіпнотизер-убивця, з пропозицією вбити Крейвена.
Вистежуючи Крейвена та Каліпсо, та використовуючи Дмитра як приманку, Олексій та Іноземець влаштовують на Кравена нову засідку в лісі. Іноземець навіює Крейвену галюцинації найгірших страхів, дезорієнтуючи мисливця, та вколює нейтротоксин. Каліпсо вбиває Іноземця з арбалета та отямлює Крейвена. Потім він нацьковує на Олексія стадо буйволів і виманює Олексія на двобій. Той майже перемагає, але Крейвен вражає його в єдине вразливе місце на животі. Потім Крейвен визволяє брата.
Зрозумівши, що це Ніколай дав Олексію координати, Крейвен повертається до батька в Росію. Ніколай розповідає як маніпулював своїми синами, щоб усунути Олексія. Крейвен краде в нього боєприпаси, щоби батька вбив ведмідь.
Через рік, отримавши здібності перевертня таким же чином, як і Олексій, Дмитро дізнається про смерть батька та відрікається від Крейвена. Як він каже, обоє братів — мисливці, які шукають свій наступний великий трофей. Вдома Крейвен знаходить записку від Ніколая та жилет з левиної шкури, який стає його класичним одягом.

## У ролях
| Актор                | Роль                                |
| -------------------- | ----------------------------------- |
| Аарон Тейлор-Джонсон | Сергій Кравінов / Крейвен-мисливець |
| Леві Міллер          | юний Сергій Кравінов                |
| Рассел Кроу          | Ніколай Кравінов                    |
| Аріана ДеБоуз        | Каліпсо                             |
| Фред Гехінґер        | Дмитро Смердяков / Хамелеон         |
| Крістофер Ебботт     | The Foreigner                       |
| Алессандро Нівола    | Олексій Сицевич / Носоріг           |
| Юрій Колокольников   | Семен Чорний                        |

## Виробництво

### Розробка
У 2018 році Sony Pictures оголосила про розробку фільму «Крейвен-Мисливець», який стане частиною «Всесвіту Людини-павука» від Sony; Річард Венк був обраний сценаристом. У 2020 році було оголошено, що режисером фільму буде Джей Сі Чандор, а Арт Маркум і Метт Холлоуей перепишуть сценарій Річарда Венка.

### Кастинг
У травні 2021 року Аарон Тейлор-Джонсон був обраний на головну роль. У лютому 2022 року Рассел Кроу та Фред Хехінгер приєдналися до акторського складу. У березні 2022 року стало відомо, що Аріана ДеБоуз зіграє Каліпсо., а Крістофер Ебботт зіграє головного лиходія фільму.

### Зйомки
Основні зйомки почалися 20 березня 2022 року у Лондоні. Оператором виступив Бен Девіс.

## Випуск
Вихід фільму планувався Sony Pictures на 30 серпня 2024 року. Прем'єра була двічі перенесена з 13 січня 2023 року та 6 жовтня 2023 року.

## Сприйняття
Фільм отримав переважно негативні відгуки від критиків. На вебсайті Rotten Tomatoes критики дали лише 15 % схвальних відгуків з середньою оцінкою 3,9/10. Консенсус вебсайту підсумовує: «Не претендуючи на трофеї з його зазубреним сюжетом і кепськими спецефектами, мисливець Крейвен виявляється паперовим тигром». На Metacritic середньозважена оцінка склала 35 балів зі 100, що відповідає «загалом несхвальним» відгукам.
Денис Федорук на сайті ITC.ua охарактеризував «Крейвена» як черговий провал Sony на ниві супергероїки. Фільм, за висновком критика, надзвичайно повільний, переповнений діалогами без емоцій. Рідкісні жваві сцени позбавлені будь-якої постановницької думки й не спроможні захоплювати. Це шаблонний фільм про становлення супергероя з поганим дизайном, який має право на існування лише як останній у серії після «Морбіуса» та «Мадам Павутини».